# Batalla de Zierikzee
El asedio de Zierikzee fue una de las batallas de la Guerra de los Ochenta Años, ocurrida en 1576, donde españoles y holandeses combatieron en la ciudad de Zierikzee, en Flandes.

## Antecedentes
En mayo de 1575, Felipe II de España, harto del conflicto de Flandes, pues estaba perdiendo mucho dinero en ella, decidió tomar conversaciones de paz con los rebeldes protestantes. Aceptaría que los tercios españoles se replegarían de sus posiciones, pero no toleraría que los protestantes siguiesen en su territorio, deberían convertirse al catolicismo. Y como para el rey era más importante la materia religiosa que los dineros y el éjército, y como ni los unos ni los otros llegaban  a un acuerdo en la materia religiosa, no hubo paz.
Entonces el rey, dio orden a Luis de Requesens, gobernador de Flandes que hiciera una gran ofensiva contra la provincia de Zelanda, con el objetivo de tomar un puerto rebelde para que pudieran llegar suministros desde España, en barco. Luis de Requesens decidió tomar el puerto de Zierikzee, situado en la isla de Schouwen, en la orilla izquierda del río Escalda.

## El asedio
Zierikzee era una nueva prueba para los tercios; desde 1572, los holandeses habían defendido la fortaleza valientemente y la habían reforzado cada vez más, construyendo nuevas fortificaciones.
En el asalto, primero tuvieron que tomar un fortín que estaba en la isla de Bommenze, que encabezó el maestre de campo Sancho Dávila y donde se dice que un mosquetero cuyo apellido era Toledo, desenvainó espada y cogió una rodela y cargó contra el enemigo en las murallas, sus camaradas al verlo hicieron lo mismo y es así como culminó el asalto al fortín, tras seis horas de combate, en los que los españoles mataron a todos los rebeldes holandeses y los españoles perdideron unos cien hombres, sin contar con los heridos.
Tomado el fortín de Bommenze, los holandeses se vieron en apuros y recurrieron a romper los diques cercanos y anegar todo el territorio. Los españoles, a pesar de esto, bloquearon la ciudad. Guillermo de Orange intentó varias veces romper el cerco  y llevar suministros y víveres a los cercados, pero no lo consiguió.
Al final, la guarnición de la ciudad, perdida toda esperanza de obtener del exterior refuerzos decidieron rendirse y pagaron 200000 florines para salir con vida.